# CinéGroupe
O CinéGroupe é um Estúdio de Animação situado em Québec, Canadá. 

## Alguns desenhos produzidos
- Sagwa
- Bratz
- Mega Babies
- Heavy Metal